# Grossmann József

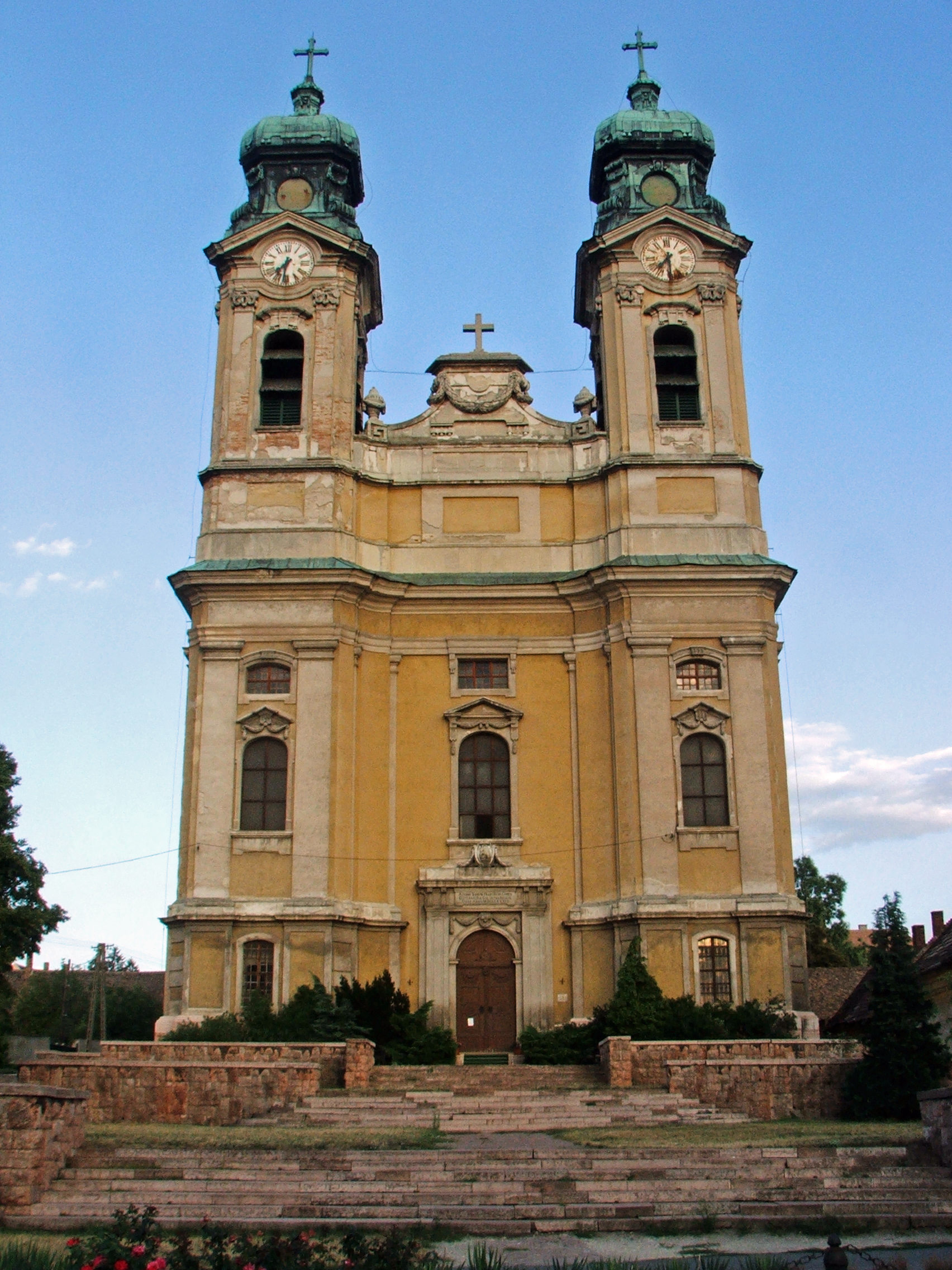
A tatai plébániatemplom, építette Fellner Jakab és Grossmann József

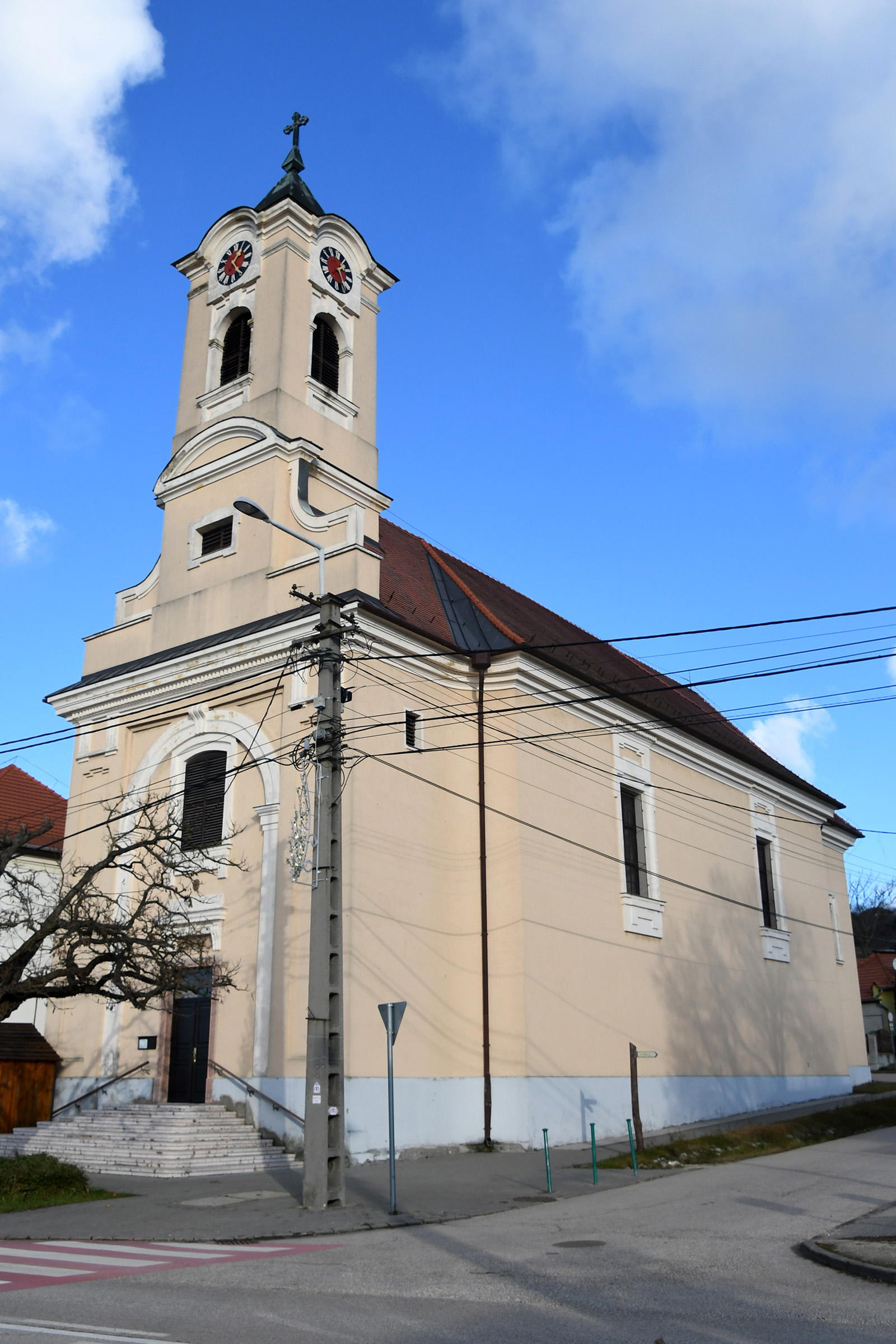
A felsőgallai római katolikus templom, építette Grossmann József

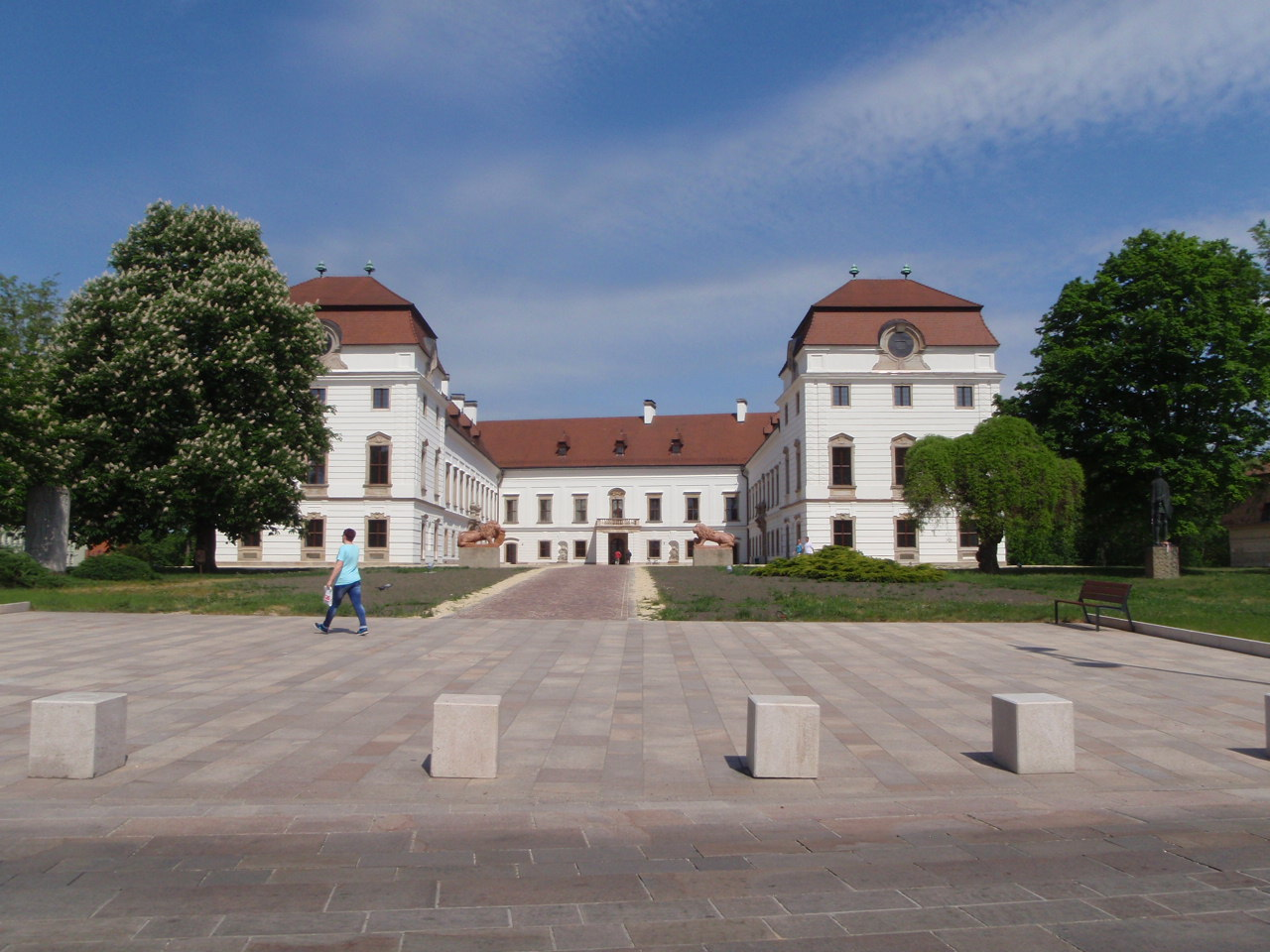
Esterházy-kastély (Pápa)

Grossmann József (Bécs, 1747. – Tata, 1785. április 24.) a 18. század egyik legjelentősebb hazai késő barokk copf stílusban alkotó építésze.
Fellner Jakab munkatársa, annak halála után munkáinak folytatója. Fellner özvegyét vette feleségül. Folytatta a tatai „kéttornyú templom” és befejezte a pápai Nagytemplom, valamint az egri líceum építését. Tervet készített az egriszékesegyház felépítéséhez. Kibővítette az egri papnevelde épületét. Az ő tervei szerint készült a pápai templom főoltára, kapuja és a tatai népparki kastély (1784).
Felsőgallán 1783-ban Grossmann József tervei alapján épült fel a római katolikus templom. A késő barokk stílusú templomot Szűz Mária tiszteletére szentelték fel. Sajnos a tatarozások során a copf stílusra jellemző díszítményeket leegyszerűsítették, ma már nem láthatók eredeti pompájukban.
A késő barokk klasszicizáló copf stílusnak nevezett irányzat jellegzetes képviselője volt. Számos kitűnő rajzkészségről tanúskodó oltárterve maradt fent, a kivitelezésre kerültek közül legszebb a Heves megyében levő demjéni plébániatemplom főoltára és mellékoltárai. Figyelemre méltók a pápai templom belső berendezéséhez készített tervei.

## Kisebb munkái
- Demjén: a templom főoltára (1782 körül)
- Naszály: az Esterházy-kúria istállója (1782)
- Győr: Öreg-templom (1785)